# ムハンマド・シンワル
ムハンマド・シンワル（アラビア語: محمد السنوار、1975年9月 - 2025年5月13日?）は、パレスチナ自治区のイスラム組織ハマースの最高幹部。テロリストとされる。

## 経歴

### 生い立ち
ムハンマド・シンワルは1975年にガザ地区のハーンユーニスにある難民キャンプにて生まれた。兄はハマースの最高幹部を務めたヤヒヤ・シンワルで、兄のヤヒヤと同様に、ムハンマドも1980年代後半にムスリム同胞団のパレスチナ支部として設立されたハマースに加わり、カッサーム旅団として知られるハマースの軍事部門に所属した。
シンワルは2006年に発生したギルアド・シャリート拉致事件に関与したとされており、イスラエル側の刑務所に収監されていたパレスチナ人の囚人1,027人がシャリートと引き換えに解放された。

### 死
2024年10月に兄ヤヒヤ・シンワルがイスラエル軍によって殺害された後にムハンマドはガザ地区の首長に就任した。2025年5月13日にハーンユーニスにあるヨーロッパ病院の地下にあるハマースの司令部とされる施設にイスラエル軍が大規模な空爆を行なった。
2025年5月28日、イスラエルのネタニヤフ首相は国会でシンワルを殺害したと発表した。享年49。ただし、ハマースは5月29日までシンワルの生死を発表していなかった。同年6月8日、イスラエル軍は病院の地下トンネルからシンワルの遺体を収容した。